# شو كي
شو كي (بالصينية: 舒淇)‏ هي عارضة ومغنية وممثلة تايوانية، ولدت في 16 أبريل 1976 بتايبيه في تايوان. بدأت مشوارها المهني سنة 1996، ومن الجوائز التي نالتها جائزة الحصان الذهبي لأفضل ممثلة رائدة ‏ سنة 2005 وAsian Film Award for Best Actress ‏.

## أعمال

### أفلام
- (1999) جميلة[7]
- (2002) الناقل[8]
- (2009) نيويورك، أنا أحبك
- (2012) سي زد 12

## جوائز
- جائزة الحصان الذهبي لأفضل ممثلة رائدة [الإنجليزية]‏ (2005)
- Asian Film Award for Best Actress [الإنجليزية]‏

## وصلات خارجية
- شو كي على موقع IMDb (الإنجليزية)
- شو كي على موقع ألو سيني (الفرنسية)
- شو كي على موقع ميوزك برينز (الإنجليزية)
- شو كي على موقع تيرنر كلاسيك موفيز (الإنجليزية)
- شو كي على موقع أول موفي (الإنجليزية)
- شو كي على موقع قاعدة بيانات الأفلام السويدية (السويدية)
- شو كي على موقع إن إن دي بي (الإنجليزية)
- شو كي على موقع ديسكوغز (الإنجليزية)
- شو كي على موقع قاعدة بيانات الفيلم (الإنجليزية)
- شو كي على موقع كينوبويسك (الروسية)